# Список хитов № 1 в чарте Hot Dance Club Songs
Список хитов № 1 в чарте Hot Dance Club Songs — запись официального танцевального чарта США, формируемого Billboard. Хит-парад представляет собой рейтинг популярных танцевальных композиций на основе данных, получаемых от ночных клубов и диджеев.
Хит-парад появился в 1974 году; ниже представлены списки музыкальных синглов, возглавлявших чарт по годам. Часть данных (1975-76) Billboard перенял от компании-конкурента Record World, которая была ответственна за хит-парад в этот период.
До 16 февраля 1991 года на одной позиции чарта могло находиться несколько песен (или даже все) из одного EP или альбома.